# Oxbow (Saskatchewan)
Oxbow ist eine Kleinstadt im Südosten des kanadischen Bundesstaates Saskatchewan mit 1286 Einwohnern (laut Volkszählung von 2021; 2016: 1328 Einwohner) und einer Landfläche von 3,3 km². Sie ist umgeben von der Rural Municipality of Enniskillen No. 3. Ihr Name leitet sich von einer Oxbow genannten Flussschleife des südlich gelegenen Souris River ab.
Der Ort liegt etwa 25 Kilometer nördlich der Grenze zu den USA und rund 60 Kilometer ostnordöstlich von Estevan, dem Zentrum der weiteren Umgebung. Der Ort liegt am Saskatchewan Highway 18. Außerdem verbindet die Canadian Pacific Railway Oxbow mit Estevan im Westen und Souris im Nordosten. In Oxbow bestehen Verlademöglichkeiten.
Die Besiedlung des Gebiets begann um 1882 durch englische, schottische und irische Siedler. Während zunächst rein landwirtschaftliche Nutzung vorlag, wurden seit Mitte der 1950er Jahre auch Ölvorkommen erschlossen, was zu einer Industrialisierung der Stadt und einem Zustrom an Bewohnern – etwa eine Verdoppelung – führte. Die wichtigste Firma des Ortes produziert Bohrgestänge und Stahlkonstruktionen für Ölfördertürme. Andere wichtige Firmen des Ortes sind ebenfalls Zulieferer der Ölindustrie. Auch Tourismus wird gefördert, spielt aber nur eine untergeordnete Rolle.
Für statistische Auswertungen ist Oxbow der Saskatchewan Census Division No. 1 zugeordnet.